# Paul Verhaeghen
Paul Verhaeghen (* 1965 in Lokeren) ist ein belgischer Schriftsteller und Kognitionspsychologe. Verhaeghen schreibt in der flämischen Variante des Niederländischen und arbeitet derzeit am Georgia Institute of Technology in Atlanta in den USA.

## Leben
Verhaeghen wurde in Lokeren, Belgien, geboren und wuchs in Aalst und Koksijde auf. Er besuchte das Gymnasium am Sankt Josef-Kolleg in Aalst, wo er von Jesuiten unterrichtet wurde. Er studierte theoretische Psychologie an der Katholieke Universiteit Leuven bis 1989. 1994 promovierte er mit der Arbeit Teaching old dogs new memory tricks: plasticity in episodic memory performance in old age. Verhaeghen arbeitete bis 1997 in Leuven am Zentrum für Entwicklungspsychologie. Von 1997 bis 2007 war er an der Abteilung  Psychologie der Syracuse University, New York, beschäftigt, zunächst als Assistant Professor und seit 2003 als Associate Professor. Seit 2007 arbeitet er am Georgia Institute of Technology.
Neben seiner Arbeit als Kognitionspsychologe ist Verhaeghen als Schriftsteller aktiv. Sein Debütroman Lichtenberg (1996) handelt von einem vergeblich nach Harmonie suchenden  jungen Mann. 2004 folgte Omega Minor, ein enzyklopädischer Roman über die Folgen von Verrat im Zweiten Weltkrieg. Dieser Roman wurde mehrfach ausgezeichnet.

## Werke
- Lichtenberg (1996) Roman
- VenusBergVariaties (mit Isabelle Rossaert, 1999) Briefe und Geschichten
- Omega Minor (2004) Roman

Übersetzungen
- Omega Minor, Deutsch 2006, Eichborn Verlag
- Omega Minor, Englisch 2007, Dalkey Archive Press, übersetzt von Verhaeghen selbst.
- Omega mineur, Französisch 2010, Cherche-midi.

## Auszeichnungen
- 1997: ASLK Debuutprijs
- 2005: F. Bordewijkpreis[2]
- 2006: Kulturpreis der Flämischen Regierung
- 2007: Literaturpreis für Prosa der vereinten flämischen Provinzen[3]
- 2008: Independent Foreign Fiction Prize[4][5].